# Вильнюсский старый театр
Вильнюсский старый театр (лит. Vilniaus senasis teatras) — профессиональный государственный театр драмы в Вильнюсе, действующий с 1946 года. До 2022 года театр работал под названием Русский драматический театр Литвы. Располагается в здании театра на Погулянке по адресу улица Йоно Басанавичяус, 13 (Jono Basanavičiaus g. 13).
В труппе театра значится свыше тридцати актёров; афишу составляют пьесы русского и зарубежного классического репертуара, современные русские и зарубежные спектакли.

## История

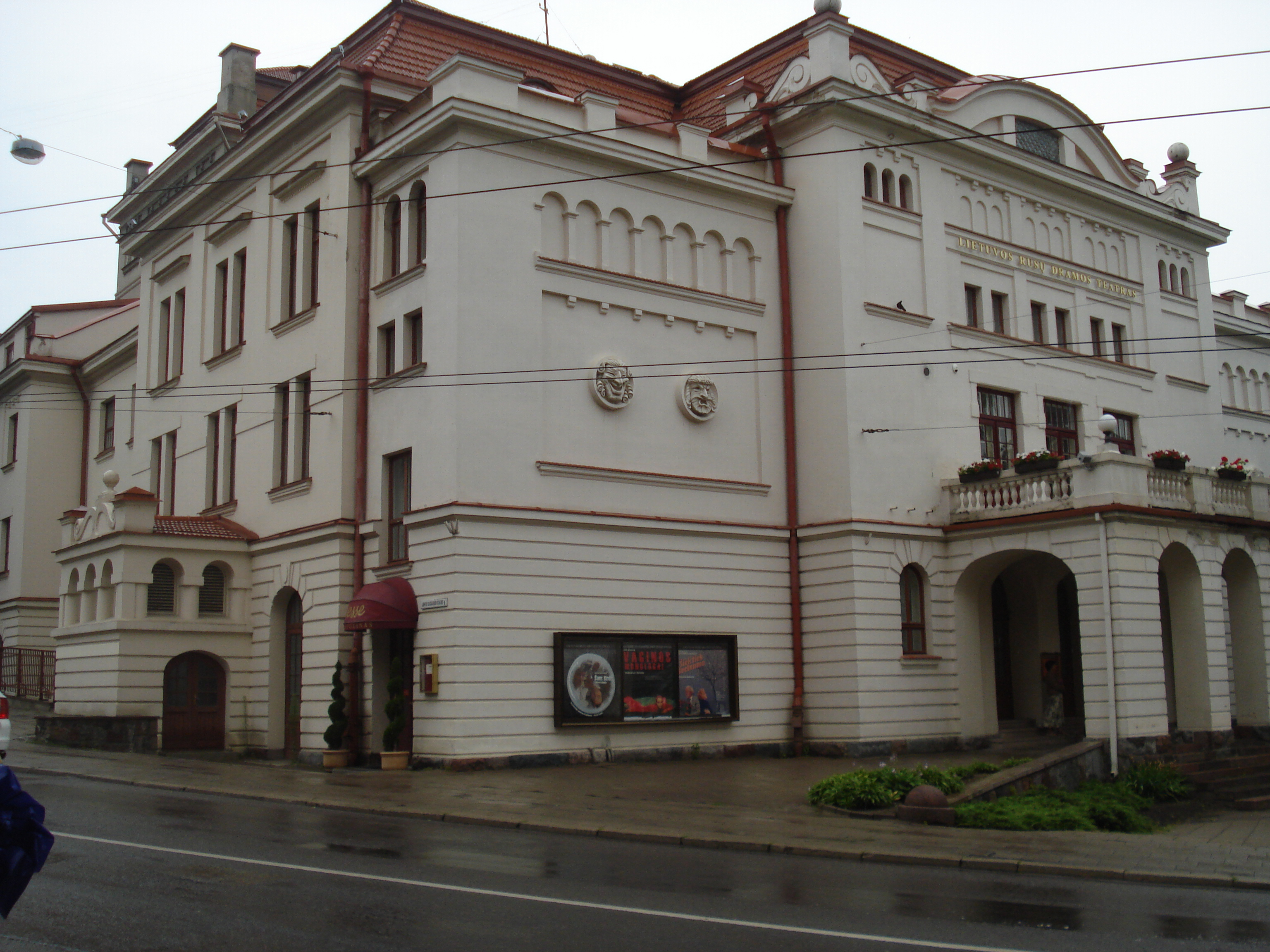
Вильнюсский старый театр, вид со стороны улицы Басанавичяус

Первая постановка постоянной русской театральной труппы в Вильно состоялась 6 декабря 1864 года — пьеса Николая Полевого «Запутанное дело, или Дедушка русского флота».
Решение об учреждении нынешнего театра было принято 6 июля 1945 года. Театр формировался из московских и ленинградских актёров, актёров ряда периферийных театров и выпускников театральных училищ. Первые два спектакля были репетированы в Москве, репетиции проходили в помещении клуба газеты «Правда». Первый спектакль по пьесе А. Н. Островского «Без вины виноватые» в постановке народного артиста Узбекской ССР Н. В. Ладыгина театр показал 19 сентября 1946 года в помещении Вильнюсского драматического театра на проспекте Гедимино, 6. Вторым спектаклем была постановка И. М. Рапопорта «Хозяйки гостиницы» Карло Гольдони.
Первоначально театр назывался «Вильнюсский русский драматический театр», с 1960 года носил название «Государственный русский драматический театр Литовской ССР».
С начала 1948 года театр работал в реконструированном здании на улице Капсукаса, 4 (ныне улица Йогайлос). На время начавшегося в середине 1980-х годов капитального ремонта этого здания театр перебрался (1986) в здание на ул. Басанавичяус, где, ввиду последовавшей приватизации прежнего здания, и остался.
Первым художественным руководителем театра был Н. В. Ладыгин, позднее его возглавляли С. Ф. Владычинский, В. С. Великатов, А. П. Новоскольцев, Е. Г. Маркова, А. К. Поляков. После частой смены главных режиссёров и состава труппы художественным руководителем стал Виктор Головчинер (1955—1962). При нём театр сложился как цельный художественный коллектив со своим творческим обликом. Позднее театром руководили Владимир Галицкий (1962—1966), постановкам которого был свойствен поиск новых театральных средств выразительности, и Евгений Хигерович (1966—1970), отличавшегося сколонностью к гротеску. 
В мае 2022 года после российского вторжения в Украину начались дискуссии о необходимости переименования театра. 13 сентября 2022 года Министерство культуры Литвы официально переименовало «Русский драматический театр Литвы» в «Вильнюсский старый театр».
В последнее время художественными руководителями театра были:
- Вячеслав Кокорин (1990—1992),
- Линас-Мариюс Зайкаускас (1992—1999),
- Владимир Тарасов (1999—2002),
- Татьяна Ринкявичене (2002—2008),
- 2008—2018 — известный литовский режиссёр Йонас Вайткус,
- 2018-2023— Ольга Полевикова,[6]
- 2023 - Аудронис Имбрасас.

## Репертуар
В репертуаре большое место занимали советские пьесы и российские классические произведения. Ставились пьесы К. А. Тренёва, Б. А. Лавренёва, В. В. Маяковского, А. Е. Корнейчука, А. В. Софронова, В. Розова. За постановку пьесы по роману Галины Николаевой «Битва в пути» театру была присуждена Государственная премия Литовской ССР. Среди удачных постановок 1960-х годов «Идиот» по роману Ф. М. Достоевского и «Господин Пунтилла и его слуга Матти» Б. Брехта.
Театром поставлено немало произведений литовской драматургии (пьесы Г. Корсакене, В. Милюнаса, Р. Самулявичюса, Ю. Грушаса, К. Саи). Уже в 1955 году была поставлена пьеса Юозаса Балтушиса «Поют петухи», затем состоялась премьера пьесы «Разбитая ваза» Аугустинаса Грицюса (1956). В 1959 году театр поставил пьесу «Умом и сердцем» о молодом Феликсе Дзержинском, написанную Григорием Кановичем в соавторстве с журналистом О. Ханеевым.
В театральном репертуаре в разное время были представлены «Живой портрет» А. Морето, «Рождество в доме сеньора Купьелло» Э. Де Филиппо, «Буря в стакане воды» Эжена Скриба, «Бег»М. Булгакова, драмы Островского, пьеса Петра Шерешевского по ранним рассказам Антона Чехова «Журавль», «Отель двух миров» Эрика-Эммануэля Шмитта, «Укрощение строптивой», «Венецианский купец» Шекспира, современные пьесы, например, Глеба Нагорного «Life-Life», детские и другие спектакли.
Сезон 2012
В сезоне 2012 года главный режиссёр театра Йонас Вайткус решил ввести многоязычность в репертуар, которая, по его словам, придаст репертуару особую гибкость. Например: детские «Три любимые» (на трёх языках), «Волшебный мелок» (лауреат «Золотого сценического крестика»), «Русалочка», «Теремок»; также спектакль «Язычники». Также, с начала сезона театр попытается отказаться от бумажных программок, заменив их электронными, также появилась возможность приобрести различные абонементы.

## Актёры

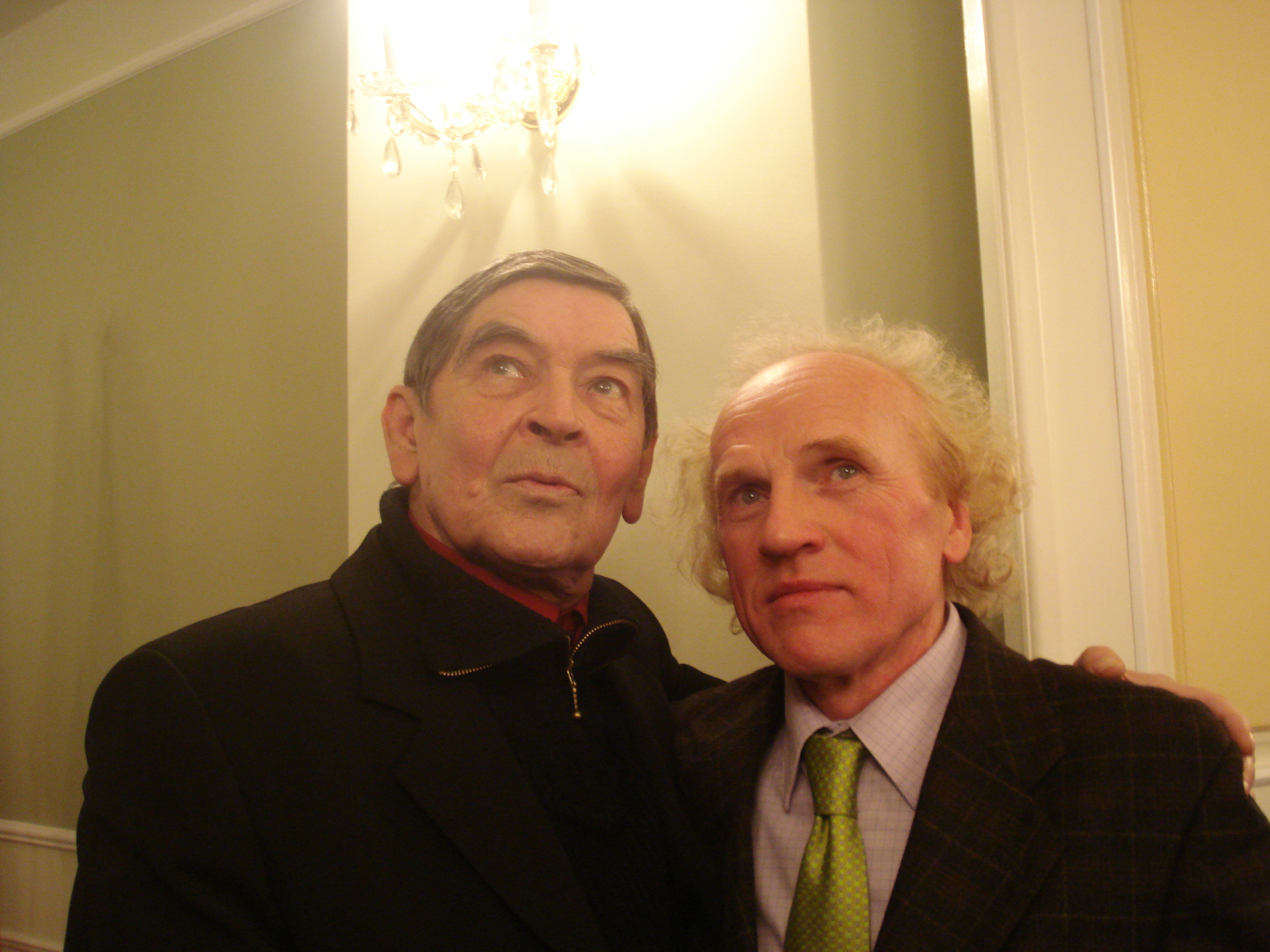
Владимир Ефремов и Владимир Тарасов

В театре начинала работать молодая актриса Элина Быстрицкая, только что закончившая Киевский театральный институт. Один сезон (с 1948 по 1949 год) в Вильнюсском театре русской драмы работал Михаил Пуговкин. Долгое время в театре работала Елена Майвина (она представила около 130 ролей). С 1955 по 1968 год в этом театре работала звезда сцены Моника Миронайте. Среди других известных актёров театра — Ольга Кузьмина-Даугуветене, Евгения Гидони, Артём Иноземцев, Михаил Евдокимов, Владимир Ефремов, Валерий Алексеевич Смирнов-Рыжалов, Эдуард Мурашов. С 1988 года в театре несколько лет работала Татьяна Лютаева.
Театр гастролировал в Москве (1956, 1984), и других городах России, в ГДР (1979), Польше, Чехии, Украине, участвовал в международных театральных фестивалях.

## Интересные факты
Здание театра на улице Йоно Басанавичяус является старейшим театральным зданием в Литве (в октябре 2013 года отмечалось его 100-летие) и первым, построенным в Литве специально для этих целей. Намечается реконструкция здания за счёт выделенных средств ЕС.